# Otomops wroughtoni
Otomops wroughtoni är en fladdermusart som först beskrevs av Thomas 1913. Otomops wroughtoni ingår i släktet Otomops och familjen veckläppade fladdermöss. Inga underarter finns listade i Catalogue of Life.
Artepitet i det vetenskapliga namnet hedrar den brittiska zoologen Robert Charles Wroughton.
Denna fladdermus blir 60 till 100 mm lång (huvud och bål), har en 30 till 50 mm lång svans och 49 till 70 mm långa underarmar. Pälsen har en mörkbrun grundfärg. På ryggen nära huvudet finns däremot gråaktig päls. Arten har 25 till 40 mm långa öron. De är på främre hjässan sammanlänkade med ett band av hud. Svansen är tydligt längre än flygmembranen mellan bakbenen.
Länge antogs att arten endast förekommer i en liten region i den indiska delstaten Karnataka. Under tidigt 2000-tal upptäcktes ytterligare två populationer i delstaten Meghalaya i nordöstra Indien respektive i distriktet Chhep i Kambodja. Arten vistas i kulliga områden och i låga bergstrakter mellan 140 och 800 meter över havet. Individerna vilar i grottor och bildar där kolonier med 40 till 100 medlemmar. Vanligen förekommer inom kolonin tätare klungor av 2 till 15 individer. I grottorna omgivning finns fuktiga lövfällande skogar och städsegröna skogar.
Honor som hittats i december hade en unge eller var dräktiga.
Populationen i västra Indien hotas av gruvdrift. Fladdermusen påverkas även negativt av människor som besöker grottorna. Introducerade växter av släktet Prosopis vid grottornas ingångar gör grottorna mindre tillgängliga för fladdermusen. IUCN kategoriserar arten globalt som otillräckligt studerad.